# Liste der State-, U.S.- und Interstate-Highways in Utah

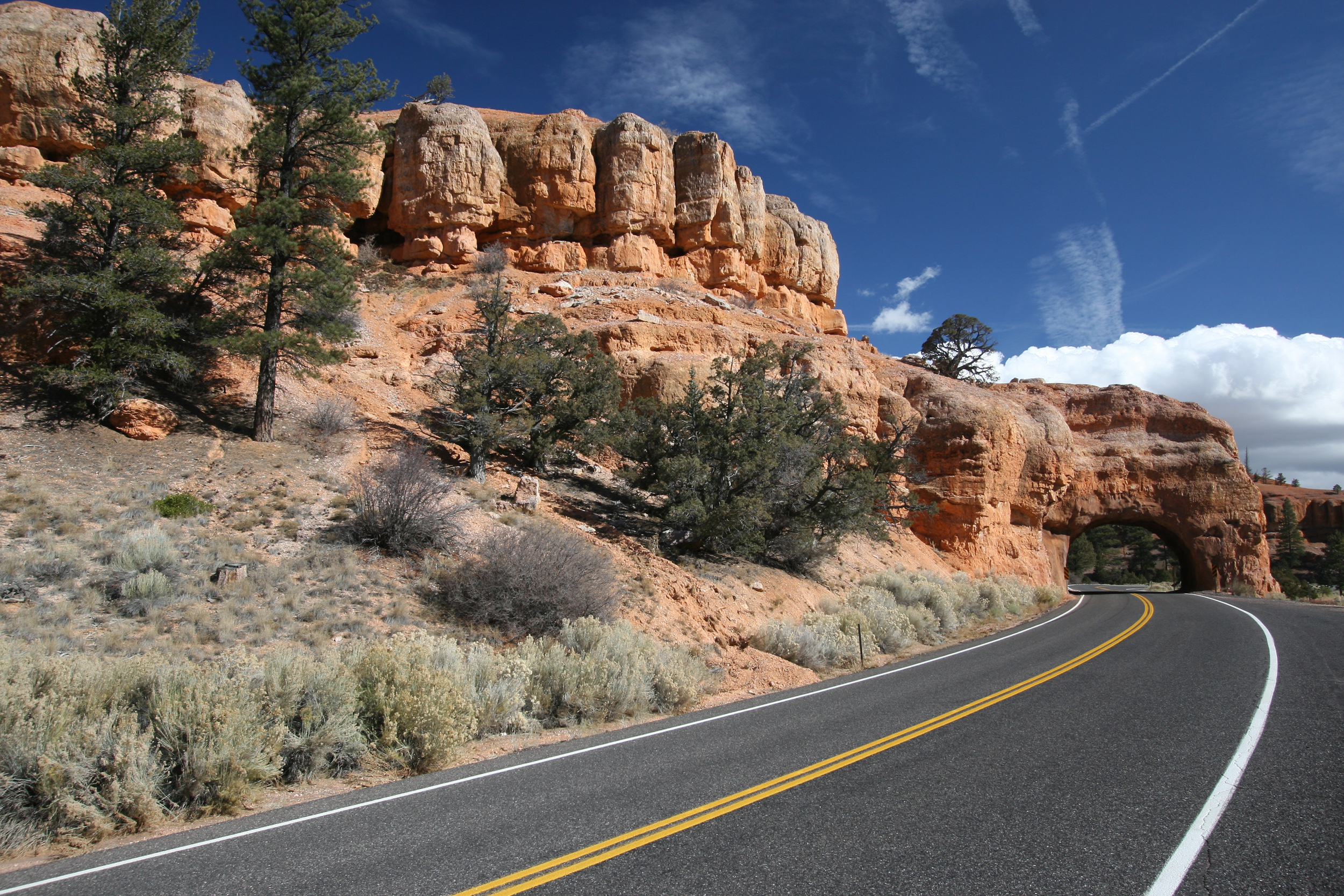
Blick auf die Utah State Route 12

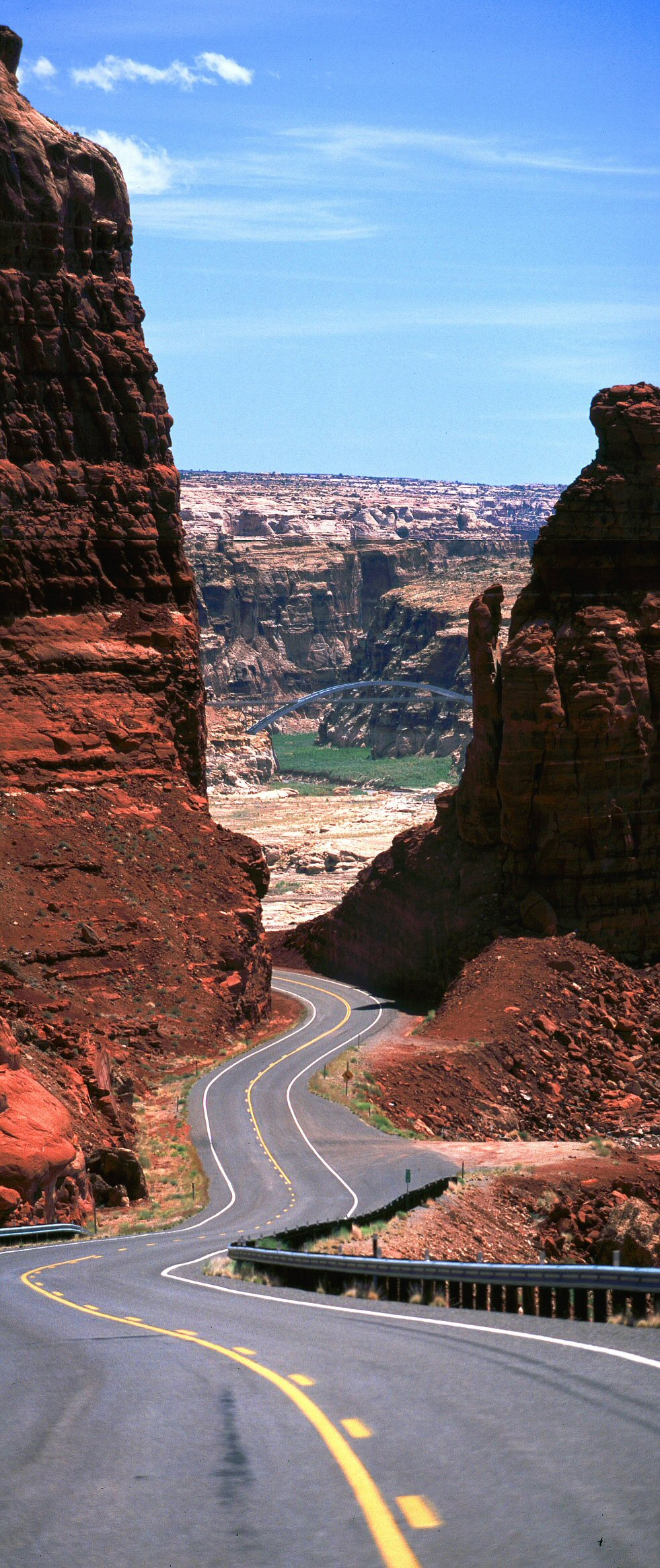
Blick auf die Utah State Route 95, die Hite Crossing Bridge im Glen Canyon

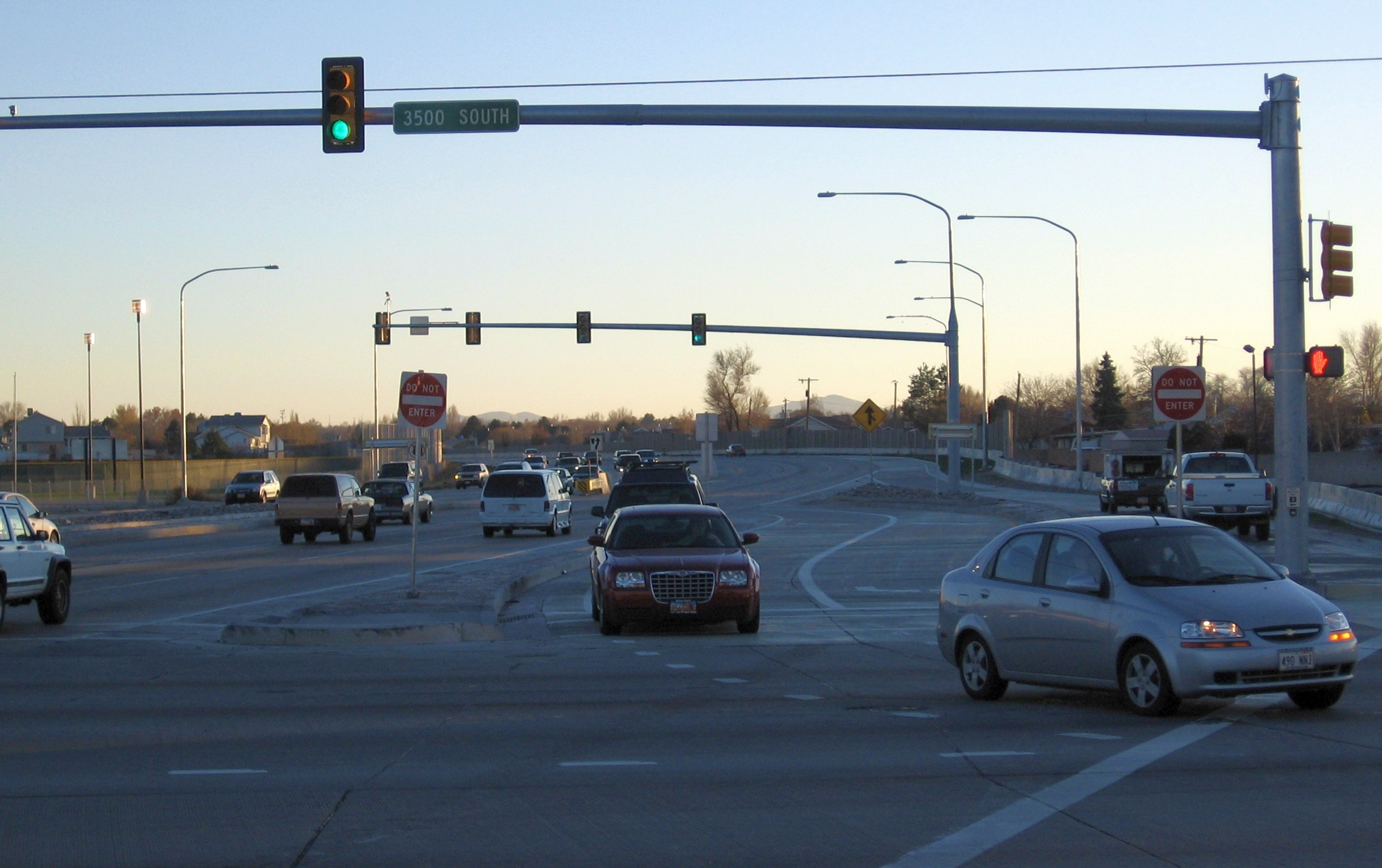
Kreuzung mit kontinuierlichem Verkehrsfluss in West Valley City zeigt den konfliktverringerten Verkehrsfluss im Südwestteil der Kreuzung Bangerter Highway (SR-154) und West 3500 South.

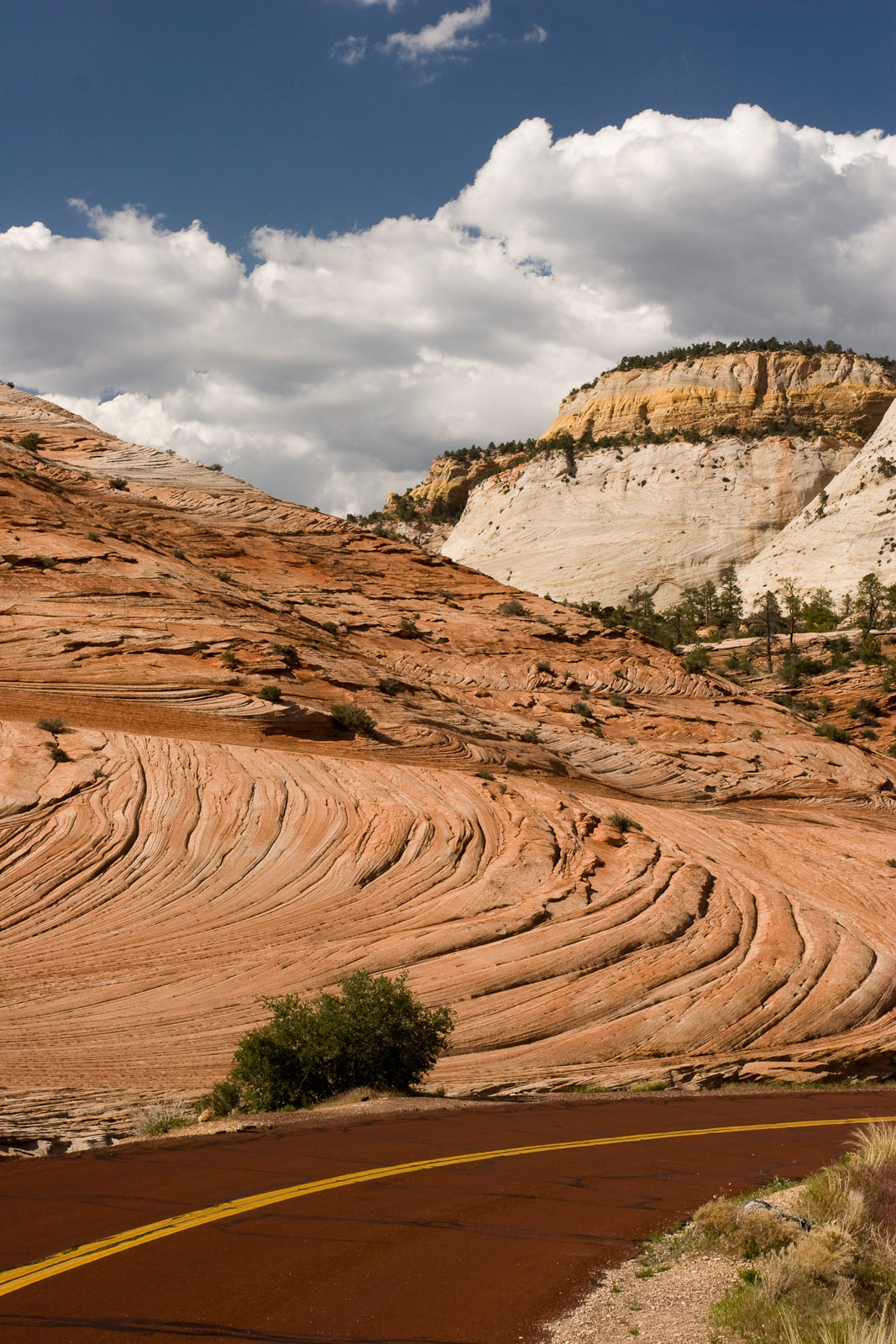
Zion Road (SR-9)

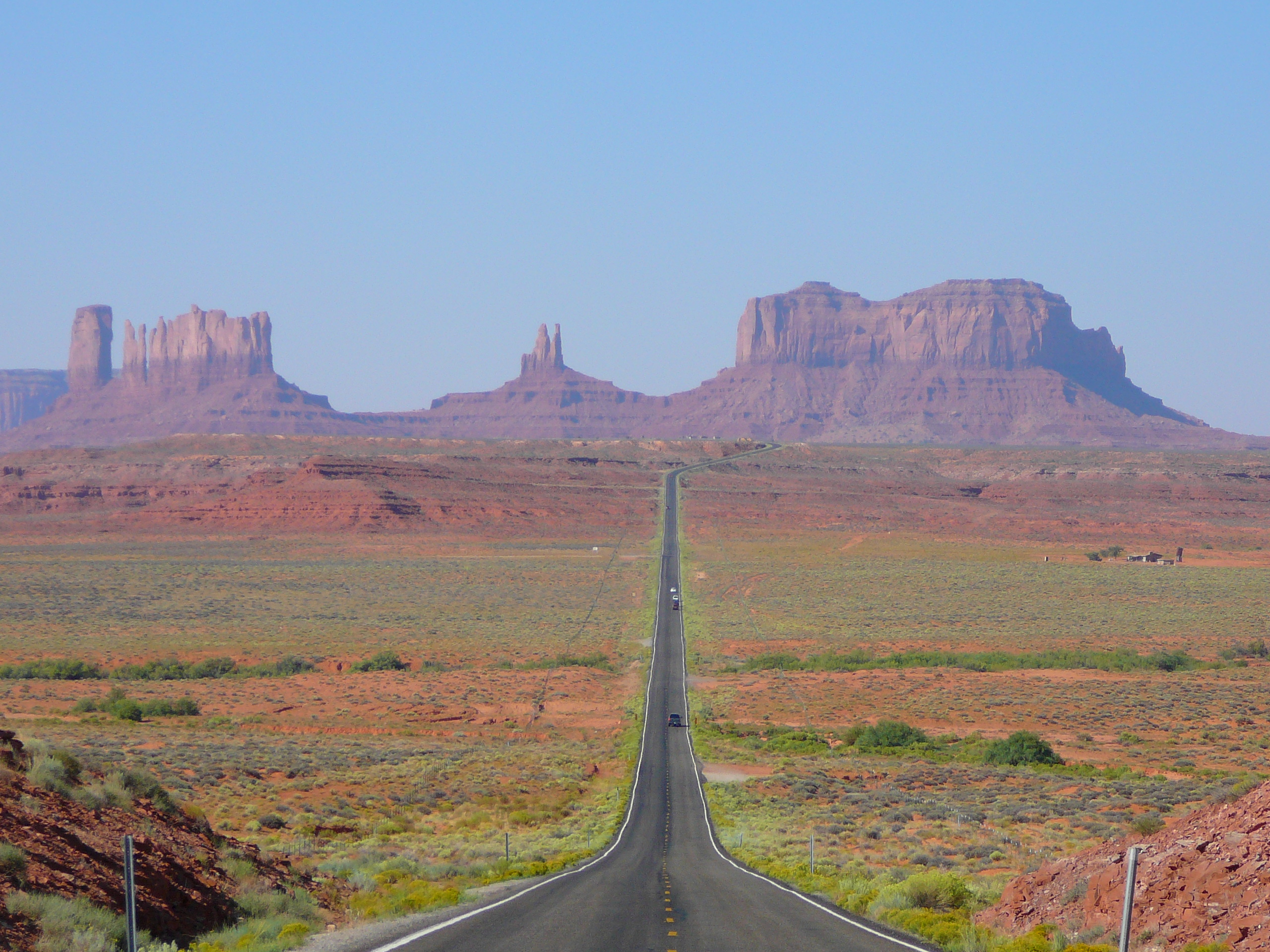
US-163 im Monument Valley

Dies ist eine Aufstellung von State Routes, U.S. Highways und Interstates im US-Bundesstaat Utah, nach Nummern.

## State Routes

### Gegenwärtige Strecken
| - Utah State Route 7 - Utah State Route 8 - Utah State Route 9 - Utah State Route 10 - Utah State Route 11 - Utah State Route 12 - Utah State Route 13 - Utah State Route 14 - Utah State Route 16 - Utah State Route 17 - Utah State Route 18 - Utah State Route 19 - Utah State Route 20 - Utah State Route 21 - Utah State Route 22 - Utah State Route 23 - Utah State Route 24 - Utah State Route 25 - Utah State Route 26 - Utah State Route 27 - Utah State Route 28 - Utah State Route 29 - Utah State Route 30 - Utah State Route 31 - Utah State Route 32 - Utah State Route 34 - Utah State Route 35 - Utah State Route 36 - Utah State Route 37 - Utah State Route 38 - Utah State Route 39 - Utah State Route 41 - Utah State Route 42 - Utah State Route 43 - Utah State Route 44 - Utah State Route 45 - Utah State Route 46 - Utah State Route 48 - Utah State Route 51 - Utah State Route 52 - Utah State Route 53 - Utah State Route 54 - Utah State Route 55 - Utah State Route 56 - Utah State Route 57 - Utah State Route 58 - Utah State Route 59 - Utah State Route 60 - Utah State Route 61 - Utah State Route 62 - Utah State Route 63 - Utah State Route 64 - Utah State Route 65 - Utah State Route 66 - Utah State Route 68 - Utah State Route 71 - Utah State Route 72 - Utah State Route 73 - Utah State Route 74 - Utah State Route 75 - Utah State Route 76 | - Utah State Route 77 - Utah State Route 78 - Utah State Route 79 - Utah State Route 81 - Utah State Route 82 - Utah State Route 83 - Utah State Route 85 - Utah State Route 86 - Utah State Route 87 - Utah State Route 88 - Utah State Route 90 - Utah State Route 92 - Utah State Route 93 - Utah State Route 94 - Utah State Route 95 - Utah State Route 96 - Utah State Route 97 - Utah State Route 98 - Utah State Route 99 - Utah State Route 100 - Utah State Route 101 - Utah State Route 102 - Utah State Route 103 - Utah State Route 104 - Utah State Route 105 - Utah State Route 106 - Utah State Route 107 - Utah State Route 108 - Utah State Route 109 - Utah State Route 110 - Utah State Route 111 - Utah State Route 112 - Utah State Route 113 - Utah State Route 114 - Utah State Route 115 - Utah State Route 116 - Utah State Route 117 - Utah State Route 118 - Utah State Route 119 - Utah State Route 120 - Utah State Route 121 - Utah State Route 122 - Utah State Route 123 - Utah State Route 124 - Utah State Route 125 - Utah State Route 126 - Utah State Route 127 - Utah State Route 128 - Utah State Route 130 - Utah State Route 132 - Utah State Route 133 - Utah State Route 134 - Utah State Route 136 - Utah State Route 137 - Utah State Route 138 - Utah State Route 139 - Utah State Route 140 - Utah State Route 141 - Utah State Route 142 - Utah State Route 143 | - Utah State Route 144 - Utah State Route 145 - Utah State Route 146 - Utah State Route 147 - Utah State Route 148 - Utah State Route 149 - Utah State Route 150 - Utah State Route 151 - Utah State Route 152 - Utah State Route 153 - Utah State Route 154 - Utah State Route 155 - Utah State Route 156 - Utah State Route 157 - Utah State Route 158 - Utah State Route 159 - Utah State Route 160 - Utah State Route 161 - Utah State Route 162 - Utah State Route 164 - Utah State Route 165 - Utah State Route 167 - Utah State Route 168 - Utah State Route 171 - Utah State Route 172 - Utah State Route 173 - Utah State Route 174 - Utah State Route 178 - Utah State Route 180 - Utah State Route 181 - Utah State Route 184 - Utah State Route 186 - Utah State Route 190 - Utah State Route 193 - Utah State Route 195 - Utah State Route 196 - Utah State Route 197 - Utah State Route 198 - Utah State Route 199 - Utah State Route 200 - Utah State Route 201 - Utah State Route 202 - Utah State Route 203 - Utah State Route 204 - Utah State Route 208 - Utah State Route 209 - Utah State Route 210 - Utah State Route 211 - Utah State Route 212 - Utah State Route 218 - Utah State Route 219 - Utah State Route 222 - Utah State Route 224 - Utah State Route 225 - Utah State Route 226 - Utah State Route 227 - Utah State Route 228 - Utah State Route 232 - Utah State Route 235 - Utah State Route 237 | - Utah State Route 238 - Utah State Route 239 - Utah State Route 240 - Utah State Route 241 - Utah State Route 243 - Utah State Route 244 - Utah State Route 248 - Utah State Route 256 - Utah State Route 257 - Utah State Route 258 - Utah State Route 259 - Utah State Route 260 - Utah State Route 261 - Utah State Route 262 - Utah State Route 264 - Utah State Route 265 - Utah State Route 266 - Utah State Route 268 - Utah State Route 269 - Utah State Route 270 - Utah State Route 271 - Utah State Route 273 - Utah State Route 274 - Utah State Route 275 - Utah State Route 276 - Utah State Route 279 - Utah State Route 280 - Utah State Route 282 - Utah State Route 284 - Utah State Route 285 - Utah State Route 286 - Utah State Route 287 - Utah State Route 288 - Utah State Route 289 - Utah State Route 290 - Utah State Route 291 - Utah State Route 292 - Utah State Route 293 - Utah State Route 294 - Utah State Route 296 - Utah State Route 298 - Utah State Route 299 - Utah State Route 301 - Utah State Route 302 - Utah State Route 303 - Utah State Route 304 - Utah State Route 306 - Utah State Route 309 - Utah State Route 310 - Utah State Route 311 - Utah State Route 312 - Utah State Route 313 - Utah State Route 314 - Utah State Route 315 - Utah State Route 316 - Utah State Route 317 - Utah State Route 318 - Utah State Route 319 - Utah State Route 320 |

## U.S. Highways

### Gegenwärtige Strecken
| - U.S. Highway 6 - U.S. Highway 40 - U.S. Highway 50 | - U.S. Highway 89 - U.S. Highway 91 - U.S. Highway 163 | - U.S. Highway 189 - U.S. Highway 191 - U.S. Highway 491 |

### Außer Dienst gestellte Strecken
| - U.S. Highway 30S - U.S. Highway 450 | - U.S. Highway 530 - U.S. Highway 630 |

## Interstate Highways
| - Interstate 15 - Interstate 70 | - Interstate 80 - Interstate 84 | - Interstate 215 |